# اليكس بريتشارد
اليكس بريتشارد (بالإنجليزية: Alex Pritchard)‏ (3 مايو 1993 المملكة المتحدة - ) هو لاعب كرة قدم بريطاني، يلعب كلاعب وسط.

## روابط خارجية
- اليكس بريتشارد على موقع قاعدة بيانات كرة القدم.إي يو (الإنجليزية)
- اليكس بريتشارد على موقع Soccerbase.com (لاعب) (الإنجليزية)
- اليكس بريتشارد على موقع Soccerway.com (الإنجليزية)
- اليكس بريتشارد على موقع عالم كرة القدم.نت (الإنجليزية)
- اليكس بريتشارد على موقع AS.com (الإسبانية)